# Senátní obvod č. 67 – Nový Jičín
Senátní obvod č. 67 – Nový Jičín je podle zákona č. 247/1995 Sb. tvořen východní částí okresu Nový Jičín, ohraničenou na západě obcemi Fulnek, Hladké Životice, Kunín, Bernartice nad Odrou a Nový Jičín, a částí okresu Ostrava-město, tvořenou obcemi Zbyslavice, Olbramice, Klimkovice a Vřesina.
Současnou senátorkou je od roku 2022 Ivana Váňová, členka KDU-ČSL. V Senátu je členkou Senátorského klubu KDU-ČSL a nezávislí.

## Senátoři

František Konečný
Jaroslav Šula
Milan Bureš
Zdeněk Besta
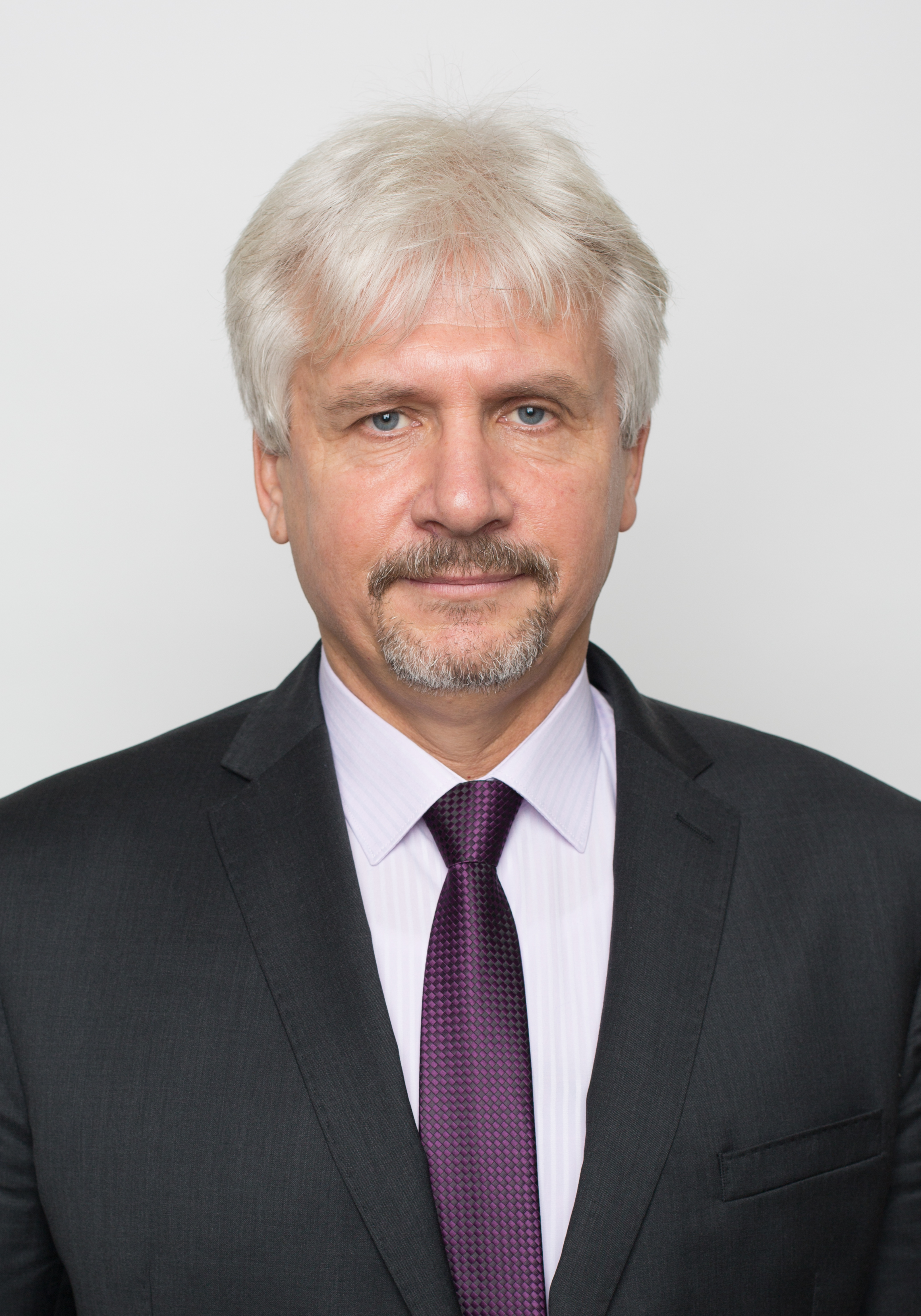
Petr Orel
Ivana Váňová

| Volby | Volby | Senátor                | Volební strana       | Navrhující strana | Politická příslušnost | Odkaz  |
| ----- | ----- | ---------------------- | -------------------- | ----------------- | --------------------- | ------ |
|       | 1996  | Mgr. František Konečný | ODS                  | ODS               | ODS                   | profil |
|       | 1998  | Ing. Jaroslav Šula     | 4KOALICE             | 4KOALICE          | KDU-ČSL               | profil |
|       | 2004  | Mgr. Milan Bureš       | ODS                  | ODS               | ODS                   | profil |
|       | 2010  | Ing. Zdeněk Besta      | ČSSD                 | ČSSD              | ČSSD                  | profil |
|       | 2016  | Petr Orel              | SZ, KDU-ČSL          | SZ                | SZ                    | profil |
|       | 2022  | Ivana Váňová, MBA      | KDU-ČSL, ODS, TOP 09 | KDU-ČSL           | KDU-ČSL               | profil |

## Volby

### Rok 1996
| Kandidát               | Volební strana | Navrhující strana | Politická příslušnost | Počet hlasů (1. kolo) | %     | Počet hlasů (2. kolo) | %     |
| ---------------------- | -------------- | ----------------- | --------------------- | --------------------- | ----- | --------------------- | ----- |
| Mgr. František Konečný | ODS            | ODS               | ODS                   | 12 024                | 34,12 | 16 749                | 50,15 |
| JUDr. Astrid Poučová   | ČSSD           | ČSSD              | ČSSD                  | 8 626                 | 24,48 | 16 646                | 49,85 |
| Ing. Josef Pavela      | KDU-ČSL        | KDU-ČSL           | KDU-ČSL               | 6 761                 | 19,19 | —                     | —     |
| Ludmila Hanzelková     | KSČM           | KSČM              | KSČM                  | 5 687                 | 16,14 | —                     | —     |
| Ing. Vladimír Klečka   | SZ             | SZ                | SZ                    | 1 477                 | 4,19  | —                     | —     |
| Antonín Hrňa           | MSLK_96        | MOR_SLEZ          | MNS                   | 665                   | 1,89  | —                     | —     |

### Rok 1998
| Kandidát            | Volební strana | Navrhující strana | Politická příslušnost | Počet hlasů (1. kolo) | %     | Počet hlasů (2. kolo) | %     |
| ------------------- | -------------- | ----------------- | --------------------- | --------------------- | ----- | --------------------- | ----- |
| Ing. Jaroslav Šula  | 4KOALICE       | 4KOALICE          | KDU-ČSL               | 8 524                 | 22,67 | 9 733                 | 55,52 |
| MVDr. Milan Šturm   | ODS            | ODS               | ODS                   | 9 360                 | 24,90 | 7 798                 | 44,48 |
| Ludmila Hanzelková  | KSČM           | KSČM              | KSČM                  | 7 074                 | 18,82 | —                     | —     |
| Mgr. Jiří Dener     | ČSSD           | ČSSD              | ČSSD                  | 5 880                 | 15,64 | —                     | —     |
| Jaroslav Petržela   | NK             | NK                | BEZPP                 | 5 027                 | 13,37 | —                     | —     |
| MVDr. Aloiz Kreisel | NK             | NK                | BEZPP                 | 1 731                 | 4,60  | —                     | —     |

### Rok 2004
| Kandidát                          | Volební strana | Navrhující strana | Politická příslušnost | Počet hlasů (1. kolo) | %     | Počet hlasů (2. kolo) | %     |
| --------------------------------- | -------------- | ----------------- | --------------------- | --------------------- | ----- | --------------------- | ----- |
| Mgr. Milan Bureš                  | ODS            | ODS               | ODS                   | 6 997                 | 23,59 | 9 152                 | 52,24 |
| Ing. Jaroslav Šula                | KDU-ČSL        | KDU-ČSL           | KDU-ČSL               | 5 422                 | 18,28 | 8 265                 | 47,45 |
| Ing. Jiří Schwarz, CSc.           | NK             | NK                | BEZPP                 | 5 022                 | 16,93 | —                     | —     |
| Ing. Karel Vymětal                | KSČM           | KSČM              | KSČM                  | 4 447                 | 14,99 | —                     | —     |
| Ing. Sylva Kováčiková             | SNK            | SNK               | SNK                   | 3 297                 | 11,11 | —                     | —     |
| JUDr. František Kačenka           | ČSSD           | ČSSD              | BEZPP                 | 2 006                 | 6,76  | —                     | —     |
| MUDr. Roman Jelínek               | SP             | SP                | BEZPP                 | 1 386                 | 4,67  | —                     | —     |
| doc. MUDr. Bohuslav Chwajol, CSc. | NEZ            | NEZ               | BEZPP                 | 1 080                 | 3,64  | —                     | —     |

### Rok 2010
| Kandidát              | Volební strana | Navrhující strana | Politická příslušnost | Počet hlasů (1. kolo) | %     | Počet hlasů (2. kolo) | %     |
| --------------------- | -------------- | ----------------- | --------------------- | --------------------- | ----- | --------------------- | ----- |
| Ing. Zdeněk Besta     | ČSSD           | ČSSD              | ČSSD                  | 10 280                | 22,21 | 15 786                | 60,32 |
| Mgr. Milan Bureš      | ODS            | ODS               | ODS                   | 7 657                 | 16,54 | 10 382                | 39,67 |
| Drahomír Strnadel     | NBeskydy       | NBeskydy          | NBeskydy              | 5 694                 | 12,30 | —                     | —     |
| RSDr. Karel Kuboš     | KSČM           | KSČM              | KSČM                  | 5 384                 | 11,63 | —                     | —     |
| Ing. Sylva Kováčiková | VV             | VV                | VV                    | 5 322                 | 11,50 | —                     | —     |
| Ing. Jaroslav Šula    | KDU-ČSL        | KDU-ČSL           | KDU-ČSL               | 4 962                 | 10,72 | —                     | —     |
| MUDr. Miroslav Kobsa  | TOP 09         | TOP 09            | TOP 09                | 4 702                 | 10,16 | —                     | —     |
| Zdeněk Krajčíř        | SPOZ           | SPOZ              | SPOZ                  | 1 312                 | 2,83  | —                     | —     |
| Ing. Antonín Hrabánek | Suverenita     | Suverenita        | BEZPP                 | 962                   | 2,07  | —                     | —     |

### Rok 2016
| Kandidát              | Volební strana | Navrhující strana | Politická příslušnost | Počet hlasů (1. kolo) | %     | Počet hlasů (2. kolo) | %     |
| --------------------- | -------------- | ----------------- | --------------------- | --------------------- | ----- | --------------------- | ----- |
| Petr Orel             | SZ, KDU-ČSL    | SZ                | SZ                    | 11 162                | 33,73 | 12 565                | 74,23 |
| PhDr. Jaroslav Dvořák | ČSSD           | ČSSD              | ČSSD                  | 6 295                 | 19,02 | 4 361                 | 25,76 |
| Jiří Strýček          | ANO            | ANO               | ANO                   | 6 255                 | 18,90 | —                     | —     |
| Pavel Pisch           | KSČM           | KSČM              | BEZPP                 | 4 516                 | 13,64 | —                     | —     |
| Jiří Demel            | Piráti         | Piráti            | Piráti                | 2 493                 | 7,53  | —                     | —     |
| Ing. Pavel Jurečka    | Úsvit          | Úsvit             | BEZPP                 | 2 368                 | 7,15  | —                     | —     |

### Rok 2022
Ve volbách v roce 2022 obhajoval svůj mandát za Zelené senátor a ornitolog Petr Orel. Mezi jeho šest vyzyvatelů patřili podnikatel Pavel Liška z SPD, bývalý poslanec za KSČM Leo Luzar, který ale kandidoval jako nezávislý, nebo pedagog Jan Mužík za Trikoloru. Do Senátu kandidovali také generální ředitel Letiště Leoše Janáčka Ostrava Jaromír Radkovský za hnutí ANO, bývalá poslankyně za ČSSD Dana Váhalová a kandidátkou koalice SPOLU (ODS, KDU-ČSL, TOP 09) byla starostka Mořkova Ivana Váňová z KDU-ČSL.
První kolo vyhrál s 28,56 % hlasů Jaromír Radkovský, do druhého kola s ním postoupila Ivana Váňová, která obdržela 21,31 % hlasů. Senátor Petr Orel získal 19,60 % hlasů a skončil na 3. místě. Druhé kolo vyhrála s 50,79 % hlasů Ivana Váňová.
| Kandidát | Kandidát                      | Volební strana       | Navrhující strana | Politická příslušnost | Počet hlasů (1. kolo) | %     | Počet hlasů (2. kolo) | %     |
| -------- | ----------------------------- | -------------------- | ----------------- | --------------------- | --------------------- | ----- | --------------------- | ----- |
|          | Ivana Váňová, MBA             | KDU-ČSL, ODS, TOP 09 | KDU-ČSL           | KDU-ČSL               | 9 598                 | 21,31 | 10 039                | 50,79 |
|          | PhDr. Jaromír Radkovský, MBA  | ANO                  | ANO               | ANO                   | 12 865                | 28,56 | 9 726                 | 49,20 |
|          | Petr Orel                     | Zelení               | Zelení            | Zelení                | 8 828                 | 19,60 | —                     | —     |
|          | Pavel Liška                   | SPD                  | SPD               | SPD                   | 5 436                 | 12,06 | —                     | —     |
|          | Ing. et Ing. Leo Luzar, Ph.D. | NK                   | NK                | BEZPP                 | 3 289                 | 7,30  | —                     | —     |
|          | Mgr. Dana Váhalová            | ČSSD                 | ČSSD              | ČSSD                  | 2 567                 | 5,69  | —                     | —     |
|          | Mgr. Jan Mužík                | Trikolora            | Trikolora         | Trikolora             | 2 455                 | 5,45  | —                     | —     |

## Volební účast
|  | nejvyšší volební účast |  | nejnižší volební účast |

| Rok  | % (1. kolo) | % (2. kolo) |
| ---- | ----------- | ----------- |
| 1996 | 33,44       | 31,56       |
| 1998 | 43,05       | 16,32       |
| 2004 | 29,13       | 15,60       |
| 2010 | 43,99       | 22,51       |
| 2016 | 31,15       | 14,77       |
| 2022 | 42,69       | 17,54       |